# Nakhl Gardani
Nakhl Gardani (em persa: نخل گردانی) é um ritual religioso xiita realizado no dia de Ashura para comemorar a morte de Husayn ibn Ali, o neto do profeta Maomé e o terceiro íman xiita. O Nakhl é uma estrutura de madeira utilizada como uma representação simbólica do caixão do íman e Nakhl Gardani é o acto de levar o Nakhl de um lugar para o outro, assemelhando-se ao funeral de um íman. O ritual leva-se a cabo em cidades como Iázide, Caxã e Shahroud.

## Nakhl

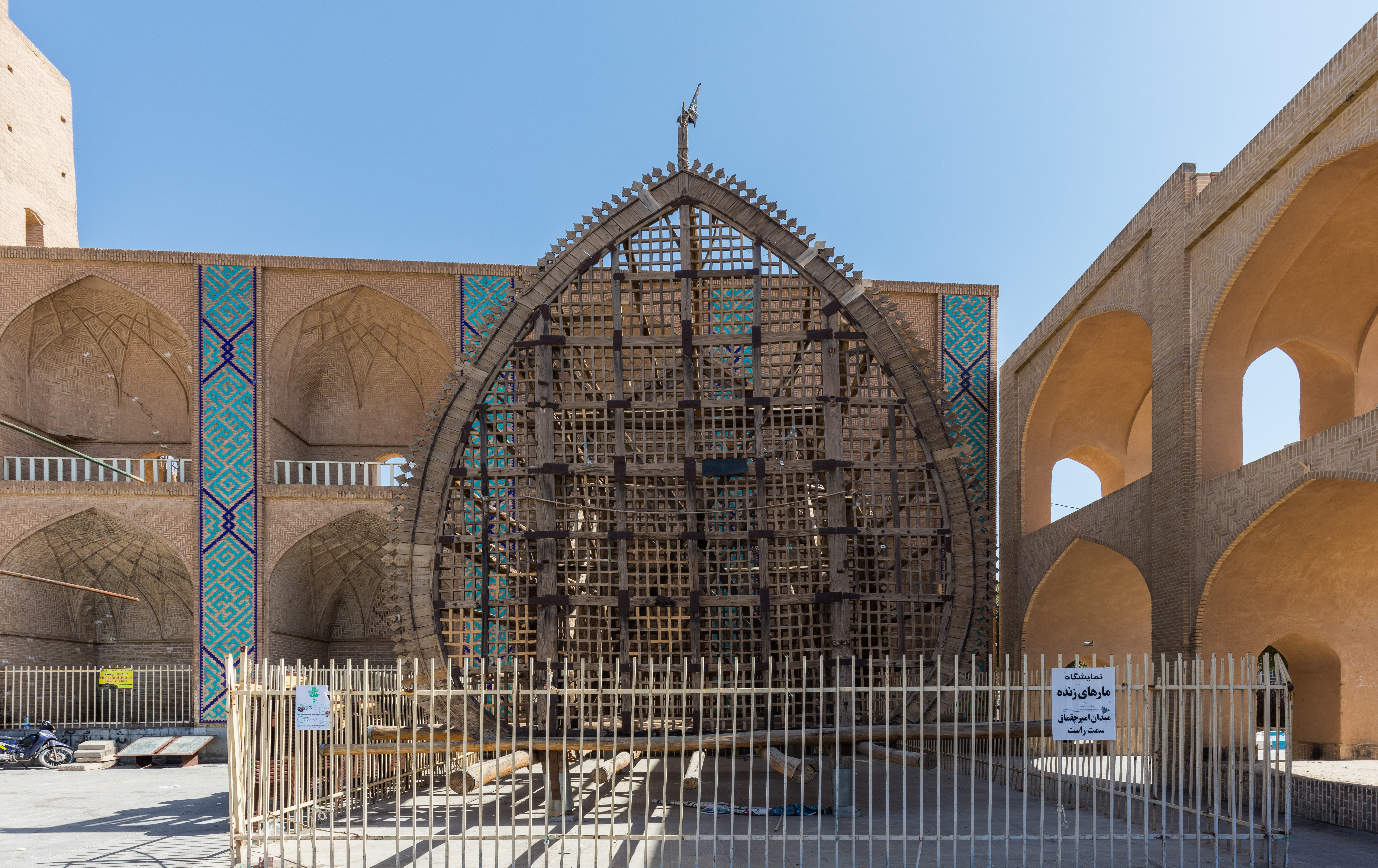
Nakhl em Yazd, Irão.

O Nakhl (tamareira) é uma estrutura que simboliza o caixão de Husayn ibn Ali. Dehkhoda define o Nakhl como "um caixão grande e alto (ataúde) ao qual se aderem dagas, espadas, teias luxuosas e espelhos". Os Nakhl constroem-se em vários tamanhos, desde os simples levados por duas pessoas, até enormes estruturas "sustentadas por centenas de homens". Segundo Parviz Tanavoli, um escultor iraniano, Nakhl é uma escultura "erguida".
A estrutura chama-se Nakhl já que crê-se "amplamente" que o corpo de Husayn ibn Ali se moveu à sombra de uma palmeira, após sua morte, ou porque o seu corpo foi transportado usando um caixão feito de ramos de palmeira, "o único material disponível em Carbala" nesse momento.

### Nakhl de Yadz
Como "símbolo de unidade social para uma cidade, aldeia ou distrito", muitos Nakhl e seus rituais associados se encontram na província de Yazd, localizada no deserto de Kavir, onde cada povo tem o seu próprio Nakhl. Nakhl também é referido com frequência como Naql, isto é, "para transportar, acarreto e transferência", em Yazd e cidades e povos vizinhos. Yazd foi descrito como o "museu de ferramentas de luto de Irão" por Jalal Al-e-Ahmad, e é o lar do maior Nakhl, que precisa de ser levado por "várias centenas de homens". A estrutura de 8,5 metros de altura, construída em 1879, encontra-se na praça Amir Chakhmaq, da cidade de Yazd, e está em estado de descomposição e já não se utiliza devido às preocupações de segurança.

## Ritual

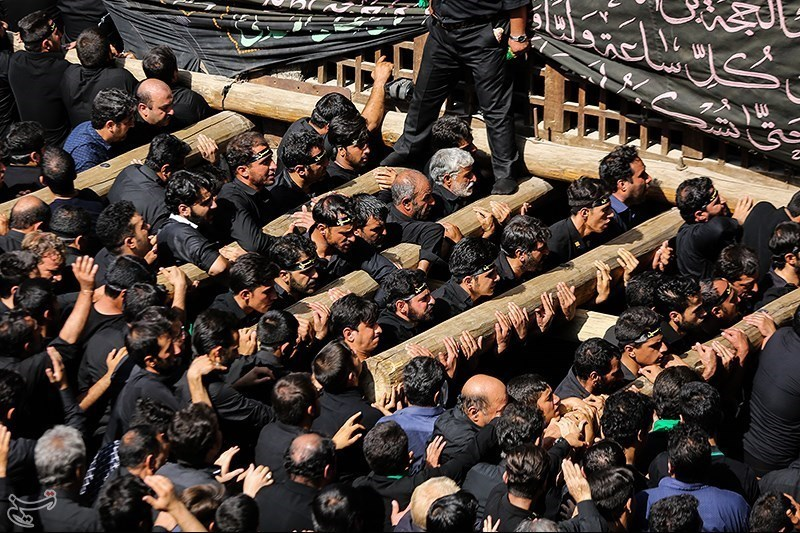
Os penitentes levando o Nakhl sustentando as colunas de madeira.

Nakh-Gardani é o acto de levar o Nakhl, às vezes por "vários homens fortes", no dia de Ashura, como se fosse o caixão do íman Husayn. O ritual, que se remonta historicamente aos pré-safávidas (há quase 450 anos), se leva a cabo em vários lugares do Irão. As pessoas que levam o Nakhl em seus ombros são guiados pelas pessoas à volta do Nakhl. O ritual é tão comum no Irão que na maioria das partes do país, as pessoas têm um Nakhl em sua comunidade ou, pelo menos, sabem onde se encontra um exemplar.